# Muntadher Mohammed
Muntadher Mohammed (Bagdad, 5 de junio de 2001) es un futbolista iraquí que juega en la demarcación de centrocampista para el FC Nassaji Mazandaran de la Iran Pro League.

## Selección nacional
Tras jugar en las categorías inferiores de la selección, finalmente el 30 de noviembre de 2021 hizo su debut con la selección de fútbol de Irak en un encuentro de la Copa Árabe de la FIFA 2021 contra Omán que finalizó con un resultado de empate a uno tras el gol de Hasan Abdulkareem para Irak, y de Salaah Al-Yahyaei para Omán.

## Clubes
| Club                  | País                   | Año       | Partidos | Goles |
| --------------------- | ---------------------- | --------- | -------- | ----- |
| Al-Kahrabaa SC        | Irak                   | 2017-2018 |          |       |
| Al-Karkh SC           | Irak                   | 2018-2019 |          |       |
| Al-Zawraa SC          | Irak                   | 2019-2022 |          | 2     |
| Al-Quwa Al-Jawiya     | Irak                   | 2022      |          |       |
| Al-Taawon Club        | Emiratos Árabes Unidos | 2022-2023 | 16       | 3     |
| Al-Naft SC            | Irak                   | 2023      |          | 3     |
| Esteghlal FC          | Irán                   | 2023      | 0        | 0     |
| Mes Rafsanjan FC      | Irán                   | 2023-2024 | 26       | 5     |
| FC Nassaji Mazandaran | Irán                   | 2024-     | 10       | 0     |